# Otto Tief

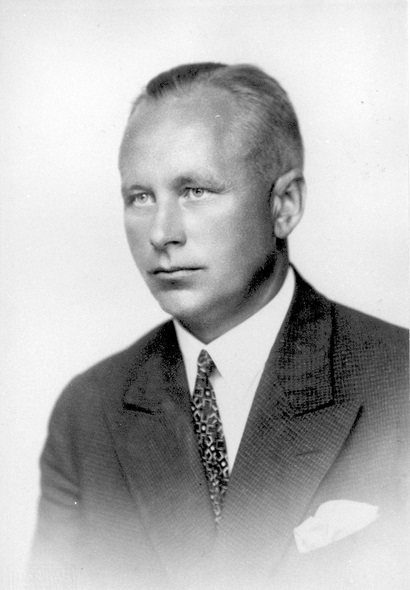
Otto Tief (um 1930)

Otto Tief (* 2. Augustjul. / 14. August 1889greg. in Rapla; † 5. März 1976 in Ahja) war ein estnischer Soldat im Estnischen Freiheitskrieg, später Rechtsanwalt, sowie im Jahre 1944 für vier Tage amtierender Premierminister der letzten legalen estnischen Regierung vor der zweiten und dauerhaften Besetzung des Landes durch die Sowjetunion.

## Ausbildung
Von 1910 bis 1916 studierte Otto Tief Rechtswissenschaft in Sankt Petersburg. Während des Estnischen Freiheitskrieges war er Befehlshaber des Kalevlaste Malev-Bataillons, das 1918 von Angehörigen des Kalev-Sportbundes gebildet worden war. Nach dem Krieg beendete er 1921 sein Studium mit einem Abschluss an der Universität Tartu. Er arbeitete dann als Jurist bei der Estnischen Landbank (Eesti Maapank) und als freier Rechtsanwalt. 1926 wurde er in den dritten Riigikogu gewählt, war von 1926 bis 1927 Sozialminister und 1928 Justizminister. 1932 wurde er auch in den fünften Riigikogu gewählt.

## Die Regierung Tief
Nach dem Rückzug der Truppen des Deutschen Reiches ernannte der amtierende Präsident Estlands Jüri Uluots Otto Tief am 18. September 1944 zum Ministerpräsidenten und beauftragte ihn mit der Regierungsbildung. Tief erklärte die Wiederherstellung der Unabhängigkeit und versuchte vergeblich, eine Verteidigung Tallinns vor der heranrückenden roten Armee zu organisieren. 
- Otto Tief – Amtierender Premierminister und Innenminister
- Arnold Susi – Bildungsminister
- Johannes Klesment (flüchtete nach Schweden, nahm das Amt am 13. Januar 1945 im Exil an) – Justizminister
- Kaarel Liidak († 16. Januar 1945) – Landwirtschaftsminister
- Hugo Pärtelpoeg († 29. April 1951) – Finanzminister
- Voldemar Sumberg – Sozialminister
- Juhan Pikkov († 3. September 1947) – Kommunikationsminister
- August Rei (in Schweden, nahm das Amt am 31. Dezember 1944 an, hielt es bis 9. Januar 1945) – Außenminister
- Juhan Kaarlimäe – Minister
- Johannes Sikkar (in Schweden, ab 20. April 1952) – Minister
- Artur Terras (in Schweden, ab 20. April 1952) – Minister

Am 22. September 1944 nahm die rote Armee Tallinn ein und setzte die Regierung ab.

## Folgen
Otto Tief wurde von den sowjetischen Behörden am 10. Oktober 1944 verhaftet. 1945 wurde er zu 10 Jahren Arbeitslager verurteilt. 1956 kehrte er nach Estland zurück, wurde aber bald darauf der Sowjetrepublik verwiesen. Er lebte zunächst in der Ukraine, 1965 zog er nach Ainaži, einem Ort auf der lettischen Seite der estnisch-lettischen Grenze.  Nach seinem Tod durfte er nicht auf dem Nationalfriedhof in Tallinn beerdigt werden. Nach der Wiederherstellung der Unabhängigkeit Estlands 1991 wurde er 1993 jedoch dorthin umgebettet.

## Bedeutung der Regierung Tief
Otto Tief war nur für einige Tage an der Macht, und alle seine Handlungen im Amt wurden schnell von der Roten Armee rückgängig gemacht. Dennoch hat Tief eine wichtige symbolische und legale Bedeutung, da seine Ausrufung der Restauration der Republik Estland und das Hissen der Flagge Estlands am Langen Hermann in Tallinn die Glaubwürdigkeit der Darstellung der Sowjetunion, sie hätte 1944 Estland befreit, erschütterte.

## Würdigung
Im Februar des Jahres 2007 beschloss das estnische Parlament, die Regierung Tief künftig alljährlich am 22. September, dem sogenannten Tag des Widerstands, zu würdigen. Am 22. September 1944 hatte die Rote Armee die Estnische Trikolore, welche daraufhin für mehrere Jahrzehnte illegal war, von den Verwaltungsgebäuden in Tallinn entfernt und die Flagge der Sowjetunion gehisst.